# Box-office France 1968
Cet article traite du box-office de 1968 en France.

## Les films de plus d'un million d'entrées
| Classement | Titre                                                              | Pays               | Réalisateur                   | Box-office France   |
| ---------- | ------------------------------------------------------------------ | ------------------ | ----------------------------- | ------------------- |
| 1.         | Le Livre de la jungle                                              |                    | Wolfgang Reitherman           | 14 695 741 entrées, |
| 2.         | Le Gendarme se marie                                               |                    | Jean Girault                  | 6 828 626 entrées   |
| 3.         | Le Bon, la Brute et le Truand                                      |                    | Sergio Leone                  | 6 308 276 entrées   |
| 4.         | Le Petit Baigneur                                                  |                    | Robert Dhéry                  | 5 542 796 entrées   |
| 5.         | Helga, de la vie intime d'une jeune femme                          |                    | Erich F. Bender               | 4 121 349 entrées   |
| 6.         | Le Bal des vampires                                                |                    | Roman Polanski                | 3 411 078 entrées   |
| 7.         | 2001, l'Odyssée de l'espace                                        |                    | Stanley Kubrick               | 3 256 084 entrées   |
| 8.         | Le Tatoué                                                          |                    | Denys de La Patellière        | 3 211 778 entrées   |
| 9.         | Les Cracks                                                         |                    | Alex Joffé                    | 2 946 373 entrées   |
| 10.        | Adieu l'ami                                                        |                    | Jean Herman                   | 2 639 713 entrées   |
| 11.        | Benjamin ou les Mémoires d'un puceau                               |                    | Michel Deville                | 2 542 714 entrées   |
| 12.        | À tout casser                                                      |                    | John Berry                    | 2 487 081 entrées   |
| 13.        | Mayerling                                                          |                    | Terence Young                 | 2 459 120 entrées   |
| 14.        | Le Fantôme de Barbe-Noire                                          |                    | Robert Stevenson              | 2 264 700 entrées   |
| 15.        | Alexandre le Bienheureux                                           |                    | Yves Robert                   | 2 219 405 entrées   |
| 16.        | La Grande Lessive (!)                                              | Jean-Pierre Mocky  | 2 111 923 entrées             |                     |
| 17.        | Le Pacha                                                           |                    | Georges Lautner               | 2 050 211 entrées   |
| 18.        | Faut pas prendre les enfants du bon Dieu pour des canards sauvages |                    | Michel Audiard                | 2 006 177 entrées   |
| 19.        | Astérix et Cléopâtre                                               |                    | René Goscinny / Albert Uderzo | 1 951 615 entrées   |
| 20.        | L'Astragale                                                        |                    | Guy Casaril                   | 1 875 409 entrées   |
| 21.        | Le Lauréat                                                         |                    | Mike Nichols                  | 1 875 153 entrées   |
| 22.        | Bonnie et Clyde                                                    | Arthur Penn        | 1 874 647 entrées             |                     |
| 23.        | Angélique et le Sultan                                             |                    | Bernard Borderie              | 1 780 555 entrées   |
| 24.        | Ho !                                                               |                    | Robert Enrico                 | 1 774 340 entrées   |
| 25.        | Roméo et Juliette                                                  |                    | Franco Zeffirelli             | 1 752 174 entrées   |
| 26.        | Dans la chaleur de la nuit                                         |                    | Norman Jewison                | 1 728 305 entrées   |
| 27.        | Le Rapace                                                          |                    | José Giovanni                 | 1 720 776 entrées   |
| 28.        | La Planète des singes                                              |                    | Franklin J. Schaffner         | 1 715 631 entrées   |
| 29.        | Ces messieurs de la famille                                        |                    | Raoul André                   | 1 626 941 entrées   |
| 30.        | Béru et ces dames                                                  | Guy Lefranc        | 1 492 325 entrées             |                     |
| 31.        | Salut Berthe !                                                     | Guy Lefranc        | 1 457 775 entrées             |                     |
| 32.        | Pancho Villa                                                       |                    | Buzz Kulik                    | 1 406 939 entrées   |
| 33.        | Le Franciscain de Bourges                                          |                    | Claude Autant-Lara            | 1 404 706 entrées   |
| 34.        | Shalako                                                            |                    | Edward Dmytryk                | 1 385 466 entrées   |
| 35.        | La Leçon particulière                                              |                    | Michel Boisrond               | 1 341 548 entrées   |
| 36.        | La Prisonnière                                                     |                    | Henri-Georges Clouzot         | 1 333 225 entrées   |
| 37.        | Rosemary's Baby                                                    |                    | Roman Polanski                | 1 320 288 entrées   |
| 38.        | Bandolero !                                                        | Andrew V. McLaglen | 1 288 873 entrées             |                     |
| 39.        | La mariée était en noir                                            |                    | François Truffaut             | 1 274 411 entrées   |
| 40.        | Pas de roses pour OSS 117                                          | André Hunebelle    | 1 226 223 entrées             |                     |
| 41.        | Django, prépare ton cercueil                                       |                    | Ferdinando Baldi              | 1 222 008 entrées   |
| 42.        | La Bande à Bonnot                                                  |                    | Philippe Fourastié            | 1 191 021 entrées   |
| 43.        | La Brigade du diable                                               |                    | Andrew V. McLaglen            | 1 177 457 entrées   |
| 44.        | Baisers volés                                                      |                    | François Truffaut             | 1 149 326 entrées   |
| 45.        | Devine qui vient dîner...                                          |                    | Stanley Kramer                | 1 119 123 entrées   |
| 46.        | Cinq Cartes à abattre                                              | Henry Hathaway     | 1 076 396 entrées             |                     |
| 47.        | King Kong s'est échappé                                            |                    | Ishirō Honda                  | 1 014 593 entrées   |
| 48.        | Seule dans la nuit                                                 |                    | Terence Young                 | 1 009 680 entrées   |
| 49.        | Le Point de non-retour                                             | John Boorman       | 1 009 044 entrées             |                     |

## Box-office par semaine
| #  | Semaine                           | Film no 1                                                          | Pays            | Entrées         |
| -- | --------------------------------- | ------------------------------------------------------------------ | --------------- | --------------- |
| 1  | 1er janvier au 9 janvier 1968     | Les Grandes Vacances                                               |                 | 461 068 entrées |
| 2  | 10 janvier au 16 janvier 1968     | Les Grandes Vacances                                               | 220 240 entrées |                 |
| 3  | 17 janvier au 23 janvier 1968     | Les Grandes Vacances                                               | 203 399 entrées |                 |
| 4  | 24 janvier au 30 janvier 1968     | Les Grandes Vacances                                               | 176 208 entrées |                 |
| 5  | 31 janvier au 6 février 1968      | Les Risques du métier                                              |                 | 230 149 entrées |
| 6  | 7 février au 13 février 1968      | Les Risques du métier                                              | 240 280 entrées |                 |
| 7  | 14 février au 20 février 1968     | Les Risques du métier                                              | 189 366 entrées |                 |
| 8  | 20 février au 27 février 1968     | Alexandre le Bienheureux                                           | 173 247 entrées |                 |
| 9  | 28 février au 5 mars 1968         | Les Risques du métier                                              | 169 860 entrées |                 |
| 10 | 6 mars au 12 mars 1968            | Les Cracks                                                         | 333 719 entrées |                 |
| 11 | 13 mars au 19 mars 1968           | Les Cracks                                                         | 264 867 entrées |                 |
| 12 | 20 mars au 26 mars 1968           | Les Cracks                                                         | 160 846 entrées |                 |
| 13 | 27 mars au 2 avril 1968           | Le Petit Baigneur                                                  |                 | 374 273 entrées |
| 14 | 3 avril au 9 avril 1968           | Le Petit Baigneur                                                  | 545 541 entrées |                 |
| 15 | 10 avril au 16 avril 1968         | Le Petit Baigneur                                                  | 534 718 entrées |                 |
| 16 | 17 avril au 23 avril 1968         | Le Petit Baigneur                                                  | 249 291 entrées |                 |
| 17 | 24 avril au 30 avril 1968         | Le Petit Baigneur                                                  | 221 856 entrées |                 |
| 18 | 1er mai au 7 mai 1968             | Helga, de la vie intime d'une jeune femme                          |                 | 258 334 entrées |
| 19 | 8 mai au 14 mai 1968              | Helga, de la vie intime d'une jeune femme                          | 218 473 entrées |                 |
| 20 | 15 mai au 21 mai 1968             | Helga, de la vie intime d'une jeune femme                          | 179 640 entrées |                 |
| 21 | 22 mai au 28 mai 1968             | Helga, de la vie intime d'une jeune femme                          | 195 521 entrées |                 |
| 22 | 29 mai au 4 juin 1968             | Le Petit Baigneur                                                  |                 | 153 633 entrées |
| 23 | 5 juin au 11 juin 1968            | Helga, de la vie intime d'une jeune femme                          |                 | 159 911 entrées |
| 24 | 12 juin au 18 juin 1968           | Helga, de la vie intime d'une jeune femme                          | 120 794 entrées |                 |
| 25 | 19 juin au 25 juin 1968           | Helga, de la vie intime d'une jeune femme                          | 119 277 entrées |                 |
| 26 | 26 juin au 2 juillet 1968         | Helga, de la vie intime d'une jeune femme                          | 81 809 entrées  |                 |
| 27 | 2 juillet au 9 juillet 1968       | Le Petit Baigneur                                                  |                 | 60 404 entrées  |
| 28 | 10 juillet au 16 juillet 1968     | Le Petit Baigneur                                                  | 72 546 entrées  |                 |
| 29 | 17 juillet au 23 juillet 1968     | Les Grandes Vacances                                               | 52 637 entrées  |                 |
| 30 | 24 juillet au 30 juillet 1968     | Le Petit Baigneur                                                  | 65 422 entrées  |                 |
| 31 | 31 juillet au 6 août 1968         | Le Petit Baigneur                                                  | 45 600 entrées  |                 |
| 32 | 7 août au 13 août 1968            | Les Grandes Vacances                                               | 73 374 entrées  |                 |
| 33 | 14 août au 20 août 1968           | Le Petit Baigneur                                                  | 102 113 entrées |                 |
| 34 | 21 août au 27 août 1968           | Le Petit Baigneur                                                  | 68 617 entrées  |                 |
| 35 | 28 août au 3 septembre 1968       | Angélique et le Sultan                                             |                 | 88 307 entrées  |
| 36 | 4 septembre au 10 septembre 1968  | Salut Berthe !                                                     |                 | 76 137 entrées  |
| 37 | 11 septembre au 17 septembre 1968 | Angélique et le Sultan                                             |                 | 131 495 entrées |
| 38 | 18 septembre au 24 septembre 1968 | Faut pas prendre les enfants du bon Dieu pour des canards sauvages |                 | 128 889 entrées |
| 38 | 25 septembre au 1er octobre 1968  | Faut pas prendre les enfants du bon Dieu pour des canards sauvages | 140 001 entrées |                 |
| 40 | 2 octobre au 8 octobre 1968       | Faut pas prendre les enfants du bon Dieu pour des canards sauvages | 150 883 entrées |                 |
| 41 | 9 octobre au 15 octobre 1968      | Faut pas prendre les enfants du bon Dieu pour des canards sauvages | 129 548 entrées |                 |
| 42 | 16 octobre au 22 octobre 1968     | Le Tatoué                                                          |                 | 148 306 entrées |
| 43 | 23 octobre au 29 octobre 1968     | Le Tatoué                                                          | 312 151 entrées |                 |
| 44 | 30 octobre au 5 novembre 1968     | Le Tatoué                                                          | 488 161 entrées |                 |
| 45 | 6 novembre au 12 novembre 1968    | Le Tatoué                                                          | 278 142 entrées |                 |
| 46 | 13 novembre au 19 novembre 1968   | Le Tatoué                                                          | 112 950 entrées |                 |
| 47 | 20 novembre au 26 novembre 1968   | Le Tatoué                                                          | 101 640 entrées |                 |
| 48 | 27 novembre au 3 décembre 1968    | La Prisonnière                                                     | 129 560 entrées |                 |
| 49 | 4 décembre au 10 décembre 1968    | La Prisonnière                                                     | 129 927 entrées |                 |
| 50 | 11 décembre au 17 décembre 1968   | Le Livre de la jungle                                              |                 | 263 423 entrées |
| 51 | 18 décembre au 24 décembre 1968   | Le Livre de la jungle                                              | 596 251 entrées |                 |
| 52 | 25 décembre au 31 décembre 1968   | Le Livre de la jungle                                              | 717 612 entrées |                 |